# Syntormon xinjiangensis
Syntormon xinjiangensis är en tvåvingeart som beskrevs av Yang 1999. Syntormon xinjiangensis ingår i släktet Syntormon och familjen styltflugor.
Artens utbredningsområde är Xinjiang (Kina). Inga underarter finns listade i Catalogue of Life.